# Campeonato Sudamericano de Baloncesto de 2012
El Campeonato Sudamericano de Baloncesto de 2012 corresponde a la XLV edición del Campeonato Sudamericano de Baloncesto. Fue disputado en la ciudad argentina de Resistencia, provincia del Chaco, entre el 18 de junio y el 22 de junio en el microestadio Raúl Alejo Gronda del club Sarmiento.
Argentina consiguió su decimotercer título tras derrotar a la selección de Venezuela en la final. Uruguay consiguió el tercer puesto. Estos tres conjuntos y Brasil clasificaron al Campeonato FIBA Américas de 2013.

## Equipos
|  |  | Argentina |  |  | Bolivia |  |  | Brasil |  |  | Chile |  |  | Colombia |  |  | Paraguay |  |  | Uruguay |  |  | Venezuela |

### Plantillas por equipo
| Jugadores                  | Edad |  |
| -------------------------- | ---- |  |
| Juan Pedro Gutiérrez Lanas | 28   |  |
| Juan Manuel Fernández      | 21   |  |
| Marcos Daniel Mata         | 25   |  |
| Carlos Matías Sandes       | 28   |  |
| Selem Safar                | 25   |  |
| Facundo Campazzo           | 21   |  |
| Leonardo Martín Gutiérrez  | 34   |  |
| Martín Darío Leiva         | 32   |  |
| Marcos Delía               | 20   |  |
| Franco Nahuel Giorgetti    | 19   |  |
| Nicolás Laprovittola       | 22   |  |
| Federico Martín Van Lacke  | 32   |  |

| Jugadores                    | Edad |  |
| ---------------------------- | ---- |  |
| Marco Antonio Corrales Tapia | 33   |  |
| Carlos Romero Caballero      | 28   |  |
| Jhonny Gonzales Arias        | 32   |  |
| Cristhian Camargo Llanos     | 19   |  |
| José J. Martínez Zambrana    | 32   |  |
| Miguel A. Justiniano Claros  | 31   |  |
| Diego Lucas Olguin Pol       | 17   |  |
| Fernando Cadario Pizarro     | 23   |  |
| Nelson E. Fernández Oquendo  | 29   |  |
| Julio Jorge Mendoza Medrano  | 33   |  |
| Milton Gutiérrez Herbas      | 29   |  |
| Marco A. Recamo Tubari       | 23   |  |

| Jugadores                 | Edad |  |
| ------------------------- | ---- |  |
| Elio Corazza Neto         | 22   |  |
| Rafael Freire Luz         | 20   |  |
| Cristiano Silva Felicio   | 19   |  |
| Rafael Ferreira de Souza  | 24   |  |
| Vítor Alves Benite        | 22   |  |
| Nezinho dos Santos        | 31   |  |
| Andre Stefanelli Martins  | 27   |  |
| Augusto C. De Lima Brito  | 20   |  |
| Arthur L. Belchior Silva  | 29   |  |
| Marcus V. Urban Toledo    | 25   |  |
| Guilherme Pereira Deodato | 21   |  |
| Leonardo Klassmann        | 23   |  |

| Jugadores                  | Edad |  |
| -------------------------- | ---- |  |
| Francisco F. Bravo         | 25   |  |
| Eduardo A. Sepulveda       | 26   |  |
| Sebastián Suárez           | 21   |  |
| Samuel Bravo Barraza       | 30   |  |
| José I. Collao Abeleida    | 24   |  |
| Erik Carrasco              | 29   |  |
| Evandro Arteaga            | 29   |  |
| Renato J. Vera Robles      | 25   |  |
| Gerardo Isla Domke         | 21   |  |
| Cristóbal L. Infante Muñoz | 23   |  |
| Osven S. Ledesma Chomon    | 22   |  |
| José Tomás Del Solar Bou   | 22   |  |

| Jugadores                  | Edad |  |
| -------------------------- | ---- |  |
| Deiby M. Aguirre Herrera   | 23   |  |
| Gianluca Bacci Vitola      | 23   |  |
| E. Enrique Guevara Redondo | 29   |  |
| Alavaro E. Contreras       | 28   |  |
| Norbey Aragón              | 33   |  |
| Stalin Ortiz               | 31   |  |
| Eleuterio Renteria         | 31   |  |
| Divier José Pérez Solano   | 23   |  |
| Juan C. Londoño Barrera    | 28   |  |
| John Jairo Hernández       | 28   |  |
| Adinson Mosquera Moreno    | 28   |  |

| Jugadores                 | Edad |  |
| ------------------------- | ---- |  |
| Carlos J. Riveros Velazco | 27   |  |
| Daniel E. Pérez Monti     | 27   |  |
| Enrique Javier Martínez   | 34   |  |
| Bruno Zanotti             | 29   |  |
| Ramón Gilberto Sánchez    | 20   |  |
| Víctor R. Ozuna Riveros   | 30   |  |
| Federico S. Mellone       | 27   |  |
| Guillermo A. Araujo       | 29   |  |
| José Manuel Fabio         | 34   |  |
| Edison A. Ortiz Zarza     | 30   |  |
| Alejandro José Peralta    | 21   |  |
| Diego Daniel Bareiro      | 20   |  |

| Jugadores                 | Edad |  |
| ------------------------- | ---- |  |
| Jayson Antoine Granger    | 22   |  |
| Gustavo Barrera           | 27   |  |
| Mauricio Aguiar           | 29   |  |
| Mathias Calfani           | 20   |  |
| Bruno Fitipaldo Rodríguez | 20   |  |
| Sebastián Vázquez Bernal  | 26   |  |
| Leandro García Morales    | 32   |  |
| Martín Osimani            | 31   |  |
| Sebastián Izaguirre       | 26   |  |
| Martín Aguilera Flores    | 25   |  |
| Brian Craig               | 33   |  |
| Nicolás Borsellino        |      |  |

| Jugadores                  | Edad |  |
| -------------------------- | ---- |  |
| Miguel Marriaga            | 28   |  |
| Gregory M. Vargas Díaz     | 26   |  |
| Greivis Josue Vásquez      | 25   |  |
| Jhornan Zamora             | 23   |  |
| David Cubillán             | 24   |  |
| Francisco José Centeno     | 27   |  |
| José G. Vargas Díaz        | 30   |  |
| José Juan Bravo Viloria    | 26   |  |
| Héctor O. Romero Rivas     | 32   |  |
| Axiers Sucre Briceño       | 33   |  |
| Gregory Echenique          | 21   |  |
| Windi M. Graterol Clemente | 25   |  |

## Sistema de competición
Las ocho selecciones participantes estarán divididas en dos grupos (A y B), Luego se disputará una semifinal ubicando a las selecciones en llaves de acuerdo a su posición en la tabla de grupos y de allí se definirán los puestos para cada equipo y una final con los dos mejores de las respectivas llaves.

## Fase de grupos

### Grupo A
|   | Equipo    | Pts | J | G | P | PF  | PC  | Dif |
| - | --------- | --- | - | - | - | --- | --- | --- |
| 1 | Argentina | 6   | 3 | 3 | 0 | 265 | 219 | 46  |
| 2 | Venezuela | 5   | 3 | 2 | 1 | 274 | 217 | 57  |
| 3 | Chile     | 4   | 3 | 1 | 2 | 201 | 216 | -15 |
| 4 | Colombia  | 3   | 3 | 0 | 3 | 200 | 264 | -64 |

| 18 de junio, 14:00                    | Venezuela                             | 86 - 61                               | Chile                                       |  |
| Reporte                               |                                       |                                       |                                             |  |
| Parciales: 20-17, 25-10, 21-23, 20-11 | Parciales: 20-17, 25-10, 21-23, 20-11 | Parciales: 20-17, 25-10, 21-23, 20-11 | Microestadio Raúl Alejo Gronda, Resistencia |  |
| Héctor Romero 17                      | Pts                                   | 16 Erick Carrasco                     | Microestadio Raúl Alejo Gronda, Resistencia |  |
| Greivis Vásquez 6                     | Rebs                                  | 4 Evandro Arteaga                     | Microestadio Raúl Alejo Gronda, Resistencia |  |
| Greivis Vásquez 5                     | Asists                                | 3 Erick Carrasco                      | Microestadio Raúl Alejo Gronda, Resistencia |  |

| 18 de junio, 22:00                    | Colombia                              | 68 - 87                               | Argentina                                   |  |
| Reporte                               |                                       |                                       |                                             |  |
| Parciales: 17-20, 19-26, 11-23, 21-18 | Parciales: 17-20, 19-26, 11-23, 21-18 | Parciales: 17-20, 19-26, 11-23, 21-18 | Microestadio Raúl Alejo Gronda, Resistencia |  |
| Stalin Ortiz 17                       | Pts                                   | 20 Facundo Campazzo                   | Microestadio Raúl Alejo Gronda, Resistencia |  |
| Divier Pérez 9                        | Rebs                                  | 6 Juan Pedro Gutiérrez                | Microestadio Raúl Alejo Gronda, Resistencia |  |
| Norbey Aragón 4                       | Asists                                | 6 Juan Manuel Fernández               | Microestadio Raúl Alejo Gronda, Resistencia |  |

| 19 de junio, 14:30                    | Chile                                 | 76 - 66                               | Colombia                                    |  |
| Reporte                               |                                       |                                       |                                             |  |
| Parciales: 19-15, 20-11, 19-17, 18-23 | Parciales: 19-15, 20-11, 19-17, 18-23 | Parciales: 19-15, 20-11, 19-17, 18-23 | Microestadio Raúl Alejo Gronda, Resistencia |  |
| Erik Carrasco 17                      | Pts                                   | 18 Enielsen Guevara                   | Microestadio Raúl Alejo Gronda, Resistencia |  |
| Gerardo Isla 12                       | Rebs                                  | 14 Enielsen Guevara                   | Microestadio Raúl Alejo Gronda, Resistencia |  |
| Erik Carrasco 5                       | Asists                                | 2 Gianluca Bacci                      | Microestadio Raúl Alejo Gronda, Resistencia |  |

| 19 de junio, 22:00                    | Argentina                             | 90 - 87                               | Venezuela                                                                             |  |
| Reporte                               |                                       |                                       |                                                                                       |  |
| Parciales: 21-26, 23-22, 20-14, 26-25 | Parciales: 21-26, 23-22, 20-14, 26-25 | Parciales: 21-26, 23-22, 20-14, 26-25 | Microestadio Raúl Alejo Gronda, Resistencia Árbitro(s): R.Aracena H.Usienghi F. Serpa |  |
| Leonardo Gutiérrez 18                 | Pts                                   | 26 Greivis Vásquez                    | Microestadio Raúl Alejo Gronda, Resistencia Árbitro(s): R.Aracena H.Usienghi F. Serpa |  |
| Marcos Mata 7                         | Rebs                                  | 5 José Vargas                         | Microestadio Raúl Alejo Gronda, Resistencia Árbitro(s): R.Aracena H.Usienghi F. Serpa |  |
| Nicolás Laprovittola 6                | Asists                                | 3 Gregory Vargas                      | Microestadio Raúl Alejo Gronda, Resistencia Árbitro(s): R.Aracena H.Usienghi F. Serpa |  |

| 20 de junio, 14:30                    | Colombia                              | 66:101                                | Venezuela                                   |  |
| Reporte                               |                                       |                                       |                                             |  |
| Parciales: 10-31, 21-24, 24-25, 11-21 | Parciales: 10-31, 21-24, 24-25, 11-21 | Parciales: 10-31, 21-24, 24-25, 11-21 | Microestadio Raúl Alejo Gronda, Resistencia |  |
| Divier Pérez 21                       | Pts                                   | 14 José Vargas                        | Microestadio Raúl Alejo Gronda, Resistencia |  |
| Divier Pérez 8                        | Rebs                                  | 9 Gregory Echenique                   | Microestadio Raúl Alejo Gronda, Resistencia |  |
| Álvaro Contreras 3                    | Asists                                | 5 Greivis Vásquez                     | Microestadio Raúl Alejo Gronda, Resistencia |  |

| 20 de junio, 19:30                    | Argentina                             | 88-64                                 | Chile                                                                                    |  |
| Reporte                               |                                       |                                       |                                                                                          |  |
| Parciales: 24-15, 24-14, 19-17, 21-18 | Parciales: 24-15, 24-14, 19-17, 21-18 | Parciales: 24-15, 24-14, 19-17, 21-18 | Microestadio Raúl Alejo Gronda, Resistencia Árbitro(s): A. Vega H. Melgarejo A.Rodríguez |  |
| Juan Pedro Gutiérrez 26               | Pts                                   | 17 Evandro Arteaga                    | Microestadio Raúl Alejo Gronda, Resistencia Árbitro(s): A. Vega H. Melgarejo A.Rodríguez |  |
| Marcos D’Elía 10                      | Rebs                                  | 7 Erick Carrasco                      | Microestadio Raúl Alejo Gronda, Resistencia Árbitro(s): A. Vega H. Melgarejo A.Rodríguez |  |
| Nicolás Laprovittola 6                | Asists                                | 4 Eduardo Sepúlveda                   | Microestadio Raúl Alejo Gronda, Resistencia Árbitro(s): A. Vega H. Melgarejo A.Rodríguez |  |

### Grupo B
|   | Equipo   | Pts | J | G | P | PF  | PC  | Dif  |
| - | -------- | --- | - | - | - | --- | --- | ---- |
| 1 | Brasil   | 6   | 3 | 3 | 0 | 239 | 182 | 57   |
| 2 | Uruguay  | 5   | 3 | 2 | 1 | 277 | 183 | 94   |
| 3 | Paraguay | 4   | 3 | 1 | 2 | 214 | 211 | 3    |
| 4 | Bolivia  | 3   | 3 | 0 | 3 | 144 | 298 | -154 |

| 18 de junio, 16:15                   | Uruguay                              | 122 - 36                             | Bolivia                                                                                 |  |
| Reporte                              |                                      |                                      |                                                                                         |  |
| Parciales: 36-5, 23-11, 35-10, 28-10 | Parciales: 36-5, 23-11, 35-10, 28-10 | Parciales: 36-5, 23-11, 35-10, 28-10 | Microestadio Raúl Alejo Gronda, Resistencia Árbitro(s): R.Aracena A. Ramallo P. Menares |  |
| Bruno Fitipaldo 20                   | Pts                                  | 12 Julio Mendoza                     | Microestadio Raúl Alejo Gronda, Resistencia Árbitro(s): R.Aracena A. Ramallo P. Menares |  |
| Mathias Caifani 8                    | Rebs                                 | 6 Christian Camargo                  | Microestadio Raúl Alejo Gronda, Resistencia Árbitro(s): R.Aracena A. Ramallo P. Menares |  |
| Martín Osimani 6                     | Asists                               | 2 Julio Mendoza                      | Microestadio Raúl Alejo Gronda, Resistencia Árbitro(s): R.Aracena A. Ramallo P. Menares |  |

| 18 de junio, 18:30                    | Paraguay                              | 63 - 67                               | Brasil                                      |  |
| Reporte                               |                                       |                                       |                                             |  |
| Parciales: 15-15, 18-17, 15-23, 15-12 | Parciales: 15-15, 18-17, 15-23, 15-12 | Parciales: 15-15, 18-17, 15-23, 15-12 | Microestadio Raúl Alejo Gronda, Resistencia |  |
| Guillermo Araujo 20                   | Pts                                   | 21 Vítor Alves                        | Microestadio Raúl Alejo Gronda, Resistencia |  |
| Bruno Zanotti 7                       | Rebs                                  | 5 Vítor Alves                         | Microestadio Raúl Alejo Gronda, Resistencia |  |
| Daniel Pérez Monti 5                  | Asists                                | 4 Welington Dos Santos                | Microestadio Raúl Alejo Gronda, Resistencia |  |

| 19 de junio, 17:00                    | Bolivia                               | 62 - 81                               | Paraguay                                    |  |
| Reporte                               |                                       |                                       |                                             |  |
| Parciales: 17-15, 12-34, 17-21, 16-11 | Parciales: 17-15, 12-34, 17-21, 16-11 | Parciales: 17-15, 12-34, 17-21, 16-11 | Microestadio Raúl Alejo Gronda, Resistencia |  |
| Christian Camargo 16                  | Pts                                   | 15 Federico Mellone                   | Microestadio Raúl Alejo Gronda, Resistencia |  |
| Christian Camargo 8                   | Rebs                                  | 6 Diego Bareiro                       | Microestadio Raúl Alejo Gronda, Resistencia |  |
| Julio Mendoza 4                       | Asists                                | 4 Daniel Pérez                        | Microestadio Raúl Alejo Gronda, Resistencia |  |

| 19 de junio, 19:30                    | Brasil                                | 77 - 73                               | Uruguay                                     |  |
| Reporte                               |                                       |                                       |                                             |  |
| Parciales: 16-11, 16-15, 25-17, 20-30 | Parciales: 16-11, 16-15, 25-17, 20-30 | Parciales: 16-11, 16-15, 25-17, 20-30 | Microestadio Raúl Alejo Gronda, Resistencia |  |
| Welington Dos Santos 23               | Pts                                   | 21 Leandro García Morales             | Microestadio Raúl Alejo Gronda, Resistencia |  |
| Cristiano Silva 7                     | Rebs                                  | 6 Mauricio Aguiar                     | Microestadio Raúl Alejo Gronda, Resistencia |  |
| Arthur Belchior 3                     | Asists                                | 4 Gustavo Barrera                     | Microestadio Raúl Alejo Gronda, Resistencia |  |

| 20 de junio, 17:00                   | Brasil                               | 95-46                                | Bolivia                                     |  |
| Reporte                              |                                      |                                      |                                             |  |
| Parciales: 24-7, 25-11, 27-14, 19-14 | Parciales: 24-7, 25-11, 27-14, 19-14 | Parciales: 24-7, 25-11, 27-14, 19-14 | Microestadio Raúl Alejo Gronda, Resistencia |  |
| André Stefanelli 17                  | Pts                                  | 20 Fernando Cadario                  | Microestadio Raúl Alejo Gronda, Resistencia |  |
| Marcus Vinicius Urban 9              | Rebs                                 | 6 Christian Camargo                  | Microestadio Raúl Alejo Gronda, Resistencia |  |
| Elio Corazza 6                       | Asists                               | 3 Christian Camargo                  | Microestadio Raúl Alejo Gronda, Resistencia |  |

| 20 de junio, 22:00                   | Paraguay                             | 70-82                                | Uruguay                                     |  |
| Reporte                              |                                      |                                      |                                             |  |
| Parciales: 9-22, 19-26, 21-19, 21-15 | Parciales: 9-22, 19-26, 21-19, 21-15 | Parciales: 9-22, 19-26, 21-19, 21-15 | Microestadio Raúl Alejo Gronda, Resistencia |  |
| Guillermo Araujo 23                  | Pts                                  | 19 Sebastián Izaguirre               | Microestadio Raúl Alejo Gronda, Resistencia |  |
| José Fabio 6                         | Rebs                                 | 10 Jayson Granger                    | Microestadio Raúl Alejo Gronda, Resistencia |  |
| Enrique Martínez 3                   | Asists                               | 6 Jayson Granger                     | Microestadio Raúl Alejo Gronda, Resistencia |  |

## Segunda fase

### Partido por el quinto puesto
| 21 de junio, 16:30                    | Chile                                 | 88 - 93                               | Paraguay                                              |  |
| Reporte                               |                                       |                                       |                                                       |  |
| Parciales: 21-18, 24-22, 23-23, 20-30 | Parciales: 21-18, 24-22, 23-23, 20-30 | Parciales: 21-18, 24-22, 23-23, 20-30 | Microestadio Raúl Alejo Gronda, Ciudad de Resistencia |  |
| Evandro Arteaga 27                    | Pts                                   | 22 Guillermo Araujo                   | Microestadio Raúl Alejo Gronda, Ciudad de Resistencia |  |
| Samuel Bravo 6                        | Rebs                                  | 10 Edison Ortiz                       | Microestadio Raúl Alejo Gronda, Ciudad de Resistencia |  |
| Erik Carrasco 7                       | Asists                                | 9 Javier Martínez                     | Microestadio Raúl Alejo Gronda, Ciudad de Resistencia |  |

### Semifinales
|  | Semifinales              | Semifinales              |    |                          | Final                    | Final |  |
|  |                          |                          |    |                          |                          |       |  |
|  |                          |                          |    |                          |                          |       |  |
|  | Resistencia, 21 de junio |                          |    |                          |                          |       |  |
|  | Argentina                | 88                       |    |                          |                          |       |  |
|  | Uruguay                  | 81                       |    |                          |                          |       |  |
|  |                          |                          |    |                          |                          |       |  |
|  |                          |                          |    |                          | Resistencia, 22 de junio |       |  |
|  |                          |                          |    |                          | Argentina                | 79    |  |
|  |                          | Venezuela                | 56 |                          |                          |       |  |
|  |                          |                          |    |                          |                          |       |  |
|  |                          |                          |    |                          |                          |       |  |
|  |                          |                          |    |                          | Tercer lugar             |       |  |
|  | Resistencia, 21 de junio | Resistencia, 21 de junio |    | Resistencia, 22 de junio | Resistencia, 22 de junio |       |  |
|  | Brasil                   | 70                       |    | Uruguay                  | 80                       |       |  |
|  | Venezuela                | 86                       |    |                          | Brasil                   | 68    |  |

| 21 de junio, 19:30                    | Brasil                                | 70 - 86                               | Venezuela                                                                               |  |
| Reporte                               |                                       |                                       |                                                                                         |  |
| Parciales: 15-20, 18-19, 17-26, 20-21 | Parciales: 15-20, 18-19, 17-26, 20-21 | Parciales: 15-20, 18-19, 17-26, 20-21 | Microestadio Raúl Alejo Gronda, Resistencia Árbitro(s): A. Vega D. Rodrigo H. Melgarejo |  |
| Vitor Alves 20                        | Pts                                   | 21 David Cubillán                     | Microestadio Raúl Alejo Gronda, Resistencia Árbitro(s): A. Vega D. Rodrigo H. Melgarejo |  |
| Rafael Ferreira 12                    | Rebs                                  | 5 Greivis Vásquez                     | Microestadio Raúl Alejo Gronda, Resistencia Árbitro(s): A. Vega D. Rodrigo H. Melgarejo |  |
| Wellington Dos Santos 6               | Asists                                | 8 Greivis Vásquez                     | Microestadio Raúl Alejo Gronda, Resistencia Árbitro(s): A. Vega D. Rodrigo H. Melgarejo |  |

| 21 de junio, 22:00                    | Argentina                             | 88 - 81                               | Uruguay                                                                                  |  |
| Reporte                               |                                       |                                       |                                                                                          |  |
| Parciales: 26-18, 22-19, 20-16, 18-28 | Parciales: 26-18, 22-19, 20-16, 18-28 | Parciales: 26-18, 22-19, 20-16, 18-28 | Microestadio Raúl Alejo Gronda, Resistencia Árbitro(s): R. Aracena F. Serpa A. Rodríguez |  |
| Leonardo Gutiérrez 18                 | Pts                                   | 26 Jayson Granger                     | Microestadio Raúl Alejo Gronda, Resistencia Árbitro(s): R. Aracena F. Serpa A. Rodríguez |  |
| Marcos Mata 10                        | Rebs                                  | 9 Jayson Granger                      | Microestadio Raúl Alejo Gronda, Resistencia Árbitro(s): R. Aracena F. Serpa A. Rodríguez |  |
| Leonardo Gutiérrez 4                  | Asists                                | 4 Leandro García Morales              | Microestadio Raúl Alejo Gronda, Resistencia Árbitro(s): R. Aracena F. Serpa A. Rodríguez |  |

### Partido por el tercer puesto
| 22 de junio, 19:00                           | Uruguay                                      | 80 - 68                                      | Brasil                                                                               |  |
| Reporte                                      |                                              |                                              |                                                                                      |  |
| Parciales: 18 - 17, 17 - 18, 19 - 7, 26 - 26 | Parciales: 18 - 17, 17 - 18, 19 - 7, 26 - 26 | Parciales: 18 - 17, 17 - 18, 19 - 7, 26 - 26 | Microestadio Raúl Alejo Gronda, Resistencia Árbitro(s): A. Vega A. Ramallo R. Smith. |  |
| Mauricio Aguiar 21                           | Pts                                          | 18 Vitor Alves                               | Microestadio Raúl Alejo Gronda, Resistencia Árbitro(s): A. Vega A. Ramallo R. Smith. |  |
| Sebastián Izaguirre 7                        | Rebs                                         | 6 Augusto De Lima                            | Microestadio Raúl Alejo Gronda, Resistencia Árbitro(s): A. Vega A. Ramallo R. Smith. |  |
| Martín Osimani 3                             | Asists                                       | 7 Wellington Dos Santos                      | Microestadio Raúl Alejo Gronda, Resistencia Árbitro(s): A. Vega A. Ramallo R. Smith. |  |

### Final
| 22 de junio, 21:30                   | Venezuela                            | 56-79                                | Argentina                                                                                 |  |
| Reporte                              |                                      |                                      |                                                                                           |  |
| Parciales: 16-18, 9-20, 14-20, 17-21 | Parciales: 16-18, 9-20, 14-20, 17-21 | Parciales: 16-18, 9-20, 14-20, 17-21 | Microestadio Raúl Alejo Gronda, Resistencia Árbitro(s): B. Fornies R. Aracena H. Uslenghi |  |
| Héctor Romero 12                     | Pts                                  | 15 Facundo Campazzo                  | Microestadio Raúl Alejo Gronda, Resistencia Árbitro(s): B. Fornies R. Aracena H. Uslenghi |  |
| José Vargas 5                        | Rebs                                 | 7 Marcos Mata                        | Microestadio Raúl Alejo Gronda, Resistencia Árbitro(s): B. Fornies R. Aracena H. Uslenghi |  |
| Greivis Vásquez 3                    | Asists                               | 6 Nicolás Laprovittola               | Microestadio Raúl Alejo Gronda, Resistencia Árbitro(s): B. Fornies R. Aracena H. Uslenghi |  |

| Argentina            |
| Campeón Argentina    |
| Décimo tercer título |

## Plantel campeón
| N.º | Posición  | Nombre                | Edad | Último Equipo                  |
| --- | --------- | --------------------- | ---- | ------------------------------ |
| 4   | Ala Pívot | Juan Pedro Gutiérrez  | 28   | Club Atlético Obras Sanitarias |
| 5   | Base      | Juan Manuel Fernández | 21   | Temple Owls                    |
| 6   | Alero     | Marcos Mata           | 25   | Club Atlético Peñarol          |
| 7   | Ala Pívot | Matías Sandes         | 28   | Centro Juventud Sionista       |
| 8   | Escolta   | Selem Safar           | 25   | Club Atlético Peñarol          |
| 9   | Base      | Facundo Campazzo      | 21   | Club Atlético Peñarol          |
| 10  | Ala Pívot | Leonardo Gutiérrez    | 34   | Club Atlético Peñarol          |
| 11  | Pívot     | Martín Leiva          | 32   | Club Atlético Peñarol          |
| 12  | Pívot     | Marcos Delía          | 20   | Club Atlético Boca Juniors     |
| 13  | Alero     | Franco Giorgetti      | 19   | Club Atlético Peñarol          |
| 14  | Base      | Nicolás Laprovittola  | 22   | Club Atlético Lanús            |
| 15  | Alero     | Federico Van Lacke    | 31   | Club Joventut de Badalona      |

## Estadísticas

### Posiciones globales
|                   | Equipo    | Pts | PG | PP | PF  | PC  | Dif  | Pct   |
| ----------------- | --------- | --- | -- | -- | --- | --- | ---- | ----- |
| Medalla de oro    | Argentina | 10  | 5  | 0  | 432 | 356 | 76   | 1.000 |
| Medalla de plata  | Venezuela | 8   | 3  | 2  | 416 | 366 | 50   | 0.600 |
| Medalla de bronce | Uruguay   | 8   | 3  | 2  | 438 | 339 | 99   | 0.600 |
| 4                 | Brasil    | 8   | 3  | 2  | 445 | 428 | 17   | 0.600 |
| 5                 | Paraguay  | 6   | 2  | 2  | 307 | 299 | 8    | 0.500 |
| 6                 | Chile     | 5   | 1  | 3  | 289 | 309 | −20  | 0.250 |
| 7                 | Colombia  | 3   | 0  | 3  | 200 | 264 | −64  | 0.000 |
| 8                 | Bolivia   | 3   | 0  | 3  | 144 | 298 | −154 | 0.000 |

### Líderes
|   | Jugador                | J | Pts | Prom |
| - | ---------------------- | - | --- | ---- |
| 1 | Vitor Alves            | 5 | 86  | 17,2 |
| 2 | Leandro García Morales | 5 | 74  | 14,8 |
| 3 | Evandro Arteaga        | 4 | 69  | 17,3 |
| 4 | Mauricio Aguiar        | 5 | 66  | 13,2 |
| 5 | Guillermo Araujo       | 4 | 65  | 16,3 |

|   | Jugador             | J | Def | Ofe | Tot | Prom |
| - | ------------------- | - | --- | --- | --- | ---- |
| 1 | Augusto De Lima     | 5 | 21  | 15  | 36  | 7,2  |
| 2 | Marcos Mata         | 5 | 28  | 6   | 34  | 6,8  |
| 3 | Sebastián Izaguirre | 5 | 17  | 11  | 28  | 5,6  |
| 4 | Jayson Granger      | 5 | 25  | 2   | 27  | 5,4  |
| 5 | Gerardo Isla        | 4 | 19  | 7   | 26  | 6,5  |

|   | Jugador               | J | Asis | Prom |
| - | --------------------- | - | ---- | ---- |
| 1 | Nicolás Laprovittola  | 5 | 26   | 5,2  |
| 2 | Greivis Vásquez       | 5 | 24   | 4,8  |
| 3 | Wellington Dos Santos | 5 | 20   | 4,0  |
| 4 | Erik Carrasco         | 4 | 17   | 4,3  |
| 5 | Javier Martínez       | 3 | 17   | 5,7  |

Lista completa en FIBA Américas.

## Marcas
| Más puntos en un partido              | 181 | 88 - 93  | Chile     | Paraguay  |
| Menos puntos en un partido            | 135 | 56 - 79  | Venezuela | Argentina |
| Más puntos en un partido (ganador)    | 122 | 122 - 36 | Uruguay   | Bolivia   |
| Menos puntos en un partido (perdedor) | 36  | 36 - 122 | Bolivia   | Uruguay   |
| Mayor Victoria                        | +86 | 122 - 36 | Uruguay   | Bolivia   |